# Andrea Cambiaso
Andrea Cambiaso (ur. 20 lutego 2000 w Genui) – włoski piłkarz występujący na pozycji obrońcy we włoskim klubie Juventus oraz w reprezentacji Włoch do lat 21. Wychowanek Genoi, w trakcie swojej kariery grał także w takich zespołach, jak Albissole 1909, Savona, Alessandria, Empoli